# Китайска митология
Китайската митология се отнася до тези митове, намерени в историческо-географския район на Китай: те включват митове на китайски и други езици, както са предадени от китайската етническа група Хан, както и други групи (които са едни от петдесетте и шест официално признати от сегашната администрация на Китай). Китайската митология включва мита за създаването и легенди като например митове свързани със създаването на китайската култура и китайската държава. Както и в много митологични култури, китайската митология в миналото вярва, поне от части, във фактическото записване на историята. По този начин, в изучаването на китайската култура, много истории, които са разказани по отношение на дадени герои или събития, които истории са били написани или разказвани имат двойна традиция; една, която е повече историческа и една, която е повече митологична.
Десетките етнически групи в Китай, които са малцинства, имат свой език и свой собствен фолклор и много от тях имат собствена система на писане: много от която съдържа ценна историческа и културна информация, както и много уникални митове. Някои митове са широко разпространени сред множеството етнически групи, но могат и да съществуват версии с някои разлики.
Днешните историци имат свидетелства за китайския митологичен символизъм от кравешки кости, датиращи от 12 век пр.н.е, които по-късно се използват за предсказване на бъдещето. Легендите са предавани повече от 1000 г. преди да бъдат записани в книгите на Шан Хай Дзинг. Други митове продължават да се предават устно, подобно на театъра и песните, преди да бъдат записани като новелата Хъй'ан Джуан (Епика на Тъмнината). Имперските исторически документи и философски канони като Класическа история, Записки на Великия историк, Класически обреди и Люшъ Чунциу, всички съдържат китайски митове.

## Основни идеи
Някои митове оцеляват в театрална или литературна форма като пиеси или романи. Книги в жанра „шънмо“ на народната фантастика разказват за богове и чудовища. Важна митологична фантастика, разглеждана като окончателен запис на тези митове, включва:
- Стихове свързани с древната държава Чу като например „Лисао“, „Дзиу Гъ“ и „Небесни въпроси“, които се съдържат в антологията „Чуцъ“, традиционно приписват авторството си на Цю Юен от Чу
- Фъншън Бан (Инвеститора на боговете), митологична фантастика, разказваща за основаването на династията Джоу.
- „Пътешествие на Запад“ от У Чън'ън, публикувана през 1590 г., измислена история за поклонението на Сюендзан до Индия, за да получи будистки религиозен текст, в която главният герой среща призраци, чудовища и демони, както и Огнените планини.
- „Байшъ Дзуан“, романтична приказка, която се развива в Ханджоу, включваща женска змия, която приема човешка форма и се влюбва в човек.

### Ръководни божества
Идеята за основно и ръководещо божество се проявява в китайската митология. Примери за това са:
- Шанди също познат като Хуантиен Дади (皇天大帝), се появява още по време на династията Шан. В по-късните епохи той е наричан Хуантиен Шанди (皇天上帝). Използването на Хуантиен Дади се

отнася за Нефритения император и Тиен.
- Ю Ди (Нефритения император) се появява в литературата след създаването на даоизма в Китай; появата му като Ю Хуан датира отвъд времето на Хуанди, Нюуа и Фуси.
- Тиен (Рай) се появява в литературата през 700 г. пр.н.е.; възможно е и по-рано, тъй като датирането зависи от датата в Шудзин(?). Не съществуват никакви истории за създаването на Тиен.
- Нюуа се появява в литературата не по-рано от 350 г. пр.н.е. Нейният придружител, Фуси, е неин брат и съпруг. Понякога те са почитани като предци на човечеството и често са изобразявани като полузмия, получовек. Вярва се, че Нюуа е направила от глина човеците, за да и правят компания. Тя поправя и небето след като Гун Гун поврежда колоните, които подпират небето.
- Пангу – създател на небето и земята

## Периоди от време

### Тримата повелители и Петимата императори
Основна статия: Тримата повелители и Петимата императори
След или по време на епохата на Нюуа и Фуси идва епохата на Тримата повелители и Петимата императори. Тези легендарни владетели управляват между 2850 г. пр. н.е до 2205 г. пр.н.е., преди династията Ся.
Списък на имената на Тримата повелители и Петимата императори (най-известния вариант):
- Тримата повелители (Хуан)
  - Фуси: спътник на Нюуа
  - Хуанди (Император Хуан): често се счита за първия суверен на китайската нация
  - Шъннун (Божествен фермер): предполага се, че е преподавал древната агрикултура и медицина
- Петимата императори (Ди)
  - Император Ку: правнук на император Хуан и племенник на Джуансю
  - Шаохао: водач на Дуни (Източни варвари); пирамидалната му гробница се намира в днешен Шандун.
  - Шун: наследник на Яо, който прави свой наследник не собствения си син, а Шун, заради способностите и морала му.
  - Яо: син на Ку; по-големият му брат наследва властта от Ку, но абдикира когато се оказва, че е неефективен владетел.
  - Дзуансю: правнук на император Хуан

Тези владетели са морални и доброжелателни и са пример за подражание на кралете и императорите, които властват след тях. Исторически когато Цин Шъ Хуан обединява Китай през 221 г. пр.н.е, той усеща, че постиженията му са надминали всички постижения на предишни началници и владетели. Той съчетава древните титли „Хуан“ и „Ди“ за да създаде една нова титла „Хуанди“, която обикновено се превежда като „император“.

### Великият Потоп
Шун предава властта си като император на Ю Велики. Хуанхъ (Жълтата река), която е предразположена към наводнения, избухва в огромно наводнение по време на император Яо. Бащата на Ю бива поставен от Яо начело на контрола на наводненията, но той не успява да реши проблема дори след девет години. Шун го екзекутира и Ю заема поста на баща си като започва да инструктира хората да строят канали и диги. След тринадесет години труд, проблемите с наводненията биват облекчени под командването на Ю. Шун назначава Ю като владетел на географска област, която в днешно време носи името Хънан. Малко преди смъртта си, Шун предава властта си като император на Ю.
Основният източник за историята на Ю Велики и Великият Потоп идва от „Намеренията на Ю Велики“(?) в Класическа история(?).
Като резултат от постижението му да реши проблема с Великия Потоп, Ю обикновено бива наричан „Ю Велики“вместо „император Ю“.

### Династията Ся
Основна статия: Ся
След смъртта на Ю, властта му бива предадена на сина му Ци. Източниците се различават по отношение на процеса, по който Ци идва на власт като император. Повечето версии гласят, че Ю определя за свой наследник Гаотао. Когато Гаотао умира преди Ю, Ю избира сина на Гаотао, Бо И като негов наследник. Една версия твърди, че всички онези, които са били поданици на Ю са се възхищавали повече на Ци, отколкото на Бо И, което накарало Ю да предаде властта си на Ци. Друга версия твърди, че Бо И церемониално предложил позицията си на Ци, който приема срещу спогодба, тъй като има подкрепата на други владетели. И все пак друга версия разказва, че Ци го убива и узурпира позицията му като император.
Версията, която е приета в днешно време разказва, че Ю избира Бо И като свой наследник, заради славата на Бо И, която той постига. Бо И научава хората да пресрещат и контролират животните с помощта на огън по време на лов. Бо И има подкрепата на хората, срещу която Ю не може да се изправи лесно. Въпреки това, титлата, която Ю дава на Бо И няма никаква сила; Ю дава на собствения си син властта да управлява страната. След няколко години, Бо И губи популярност и синът на Ю, Ци, става фаворит. Тогава Ю избира Ци като свой наследник. Бо И не си отива мирно и оспорва ръководството на Ци. Възниква гражданска война. Ци, със силна подкрепа от хората, побеждава силите на Бо И, убива го и затвърждава позицията си на владетел.
Наследяването на властта от Ци чупи предишната конвенция на заслужено наследяване и поставя началото на първата династия в китайската история. Династията се нарича „Ся“ подобно на седалището където управлява Ю. Династията Ця е полу-митологична. В Записки на великия историк и Бамбукови летописи са записани имената на 17 владетели от династията Ся. Въпреки това няма убедителни археологически доказателства за столицата ѝ или за съществуването ѝ като държава от значителен размер. Съществуват някои археологически доказателства за значителна градска цивилизация преди още династията Шан да съществува.

### Династията Шан
Основна статия: Шан
Дзие, последният крал от династията Ся, се предполага, че е кръвожаден деспот. Племенният вожд, Тан от Шан, възстава срещу управлението на Ся и сваля от власт Дзие. По-късно създава династията Шан със седалище в Анян. Книга Пета на философа Мо Дзъ описва края на династията Ся и създаването на династията Шан. По време на управлението на крал Дзие от династията Ся се случват големи климатични промени. Легендите разказват, че пътищата на луната и слънцето се променят, сезоните се объркват, и Пет зърна изсъхват. В продължение на десет нощи, таласъми плачат и птиците пищят. Небето нарежда на Тан от Шан да унищожи династията Ся, заради моралното и деградиране. През нощта, Небето разрушава рова около крепостта, където се намира Дзие, с което Тан придобива лесна победа.
Династията Шан управлява от 1766 г. пр. Хр до 1050 г. п. Хр. Краят на династията настъпва със свалянето от власт на последния деспотичен владетел от династията Шан, Джоу, от новата династия Джоу.

## Създаване и Пантеон
Китайската митология приема, че Нефритеният император властва над трите царства: рая, ада и царството на живите. Нефритеният император постановява и отсъжда награди и средства за защита на светците, на живите и починалите според система на заслугите, наречена Скрипт на нефритения златен принцип (玉律金篇, ю лю дзин пиен). Когато другите светци възразяват срещу предложените решения, администрацията обикновено прибягва до съветите на консултативни старейшини.

## Дракон
Китайският дракон е едно от най-важните митически същества в китайската митология, считано за едно от най-силните и божествени същества, както и господар на всички води. Вярва се е, че те
създават облаците с дъха си. Драконът символизира велика сила и помага изключително много на героите и боговете. Един от най-известните дракони в китайската митология е Инлун, който се счита за бог на дъждовете. Много хора на различни места се молят на Инлун, за да получат дъжд. Китайците понякога използват термина „Потомци на Дракона“ като знак на тяхната етническа идентичност.

## Религия и митология
Наблюдава се широко взаимодействие между китайската митология и конфуцианството, даоизма и будизма. Елементи от митологията преди династията Хан, като тези в Шан Хай Дзин, са адаптирани в тези системи от вярвания, тъй като те се развиват (в случая с даоизма) или са асимилирани в китайската култура (в случая на будизма). Елементи от ученията и вярванията на тези системи се включват в китайската митология. Например: даоисткото вярване за духовен рай е използвано в митологията като мястото където безсмъртните и боговете живеят.

## Важни божества и митологични фигури
- Божества с будистки наименования
- Кшитигарбха: владетел на десетте ада
  - Четири небесни царе: четири бога будистки пазача
  - Сидхарта Гаутама Буда
  - Гуанин: бодхисатва свързан със състраданието
  - Будай: смеещ се Буда
- Цандзие: има четири очи; създател на китайската писменост
- Чанг'ъ: богиня на луната
- Чъ Йоу: тиранин, който се бие с тогавашния бъдещ Жълт император
- Ю Велики: основател на династията Ся и известен с въвеждането на контрол над наводенията и с неговия високо морален характер
- Даодзи: народен герой, познат с дивата си природа и ексцентрично поведение; показва състрадателен характер
- Осемте Безсмъртни
  - Лю Дунбин
  - Ли Тъгуай
  - Джан Гуолао
  - Хъ Сиенгу
  - Хан Сяндзъ
  - Лан Цайхъ
  - Цао Гуодзю
  - Хан Джунли
- Арлан Шън: притежава трето око в средата на челото си, с което вижда истината
- Четиримата императори: небесни крале от даоистката религия
- Фанфън: гигант, който се бори с наводнението, с помощта на Ю Велики
- Фън Мън: чирак на Хоу И, и негов евентуален убиец
  - Ю Хуан (Нефритеният император)
  - Беидзи Дади
  - Тиенхуан Дади
  - Императрицата на Земята
- Гао Яо
- Гун Гун: воден бог/морско чудовище приличащо на змия или дракон
- Гуан Ю: бог на братствата, военната сила и война
- Ханба
- Хоу И: бог на стрелбата с лък, съпруг на богинята на луната Чан'ъ
- Хун Шън
- Дзюм Сум: бог на сънят и сънищата
- Куа Фу: гигант, който искал да улови слънцето
- Куей Син: бог на изследванията и често свързван с бога на литературата Уън Чан
- Лей Гун: бог на гръмотевицата
- Лун Мо: китайка, която бива обожествена след като отглежда пет дракончета
- Матсу: богиня на морето
- Мън По: отговорна за прераждаштите души да забравят предишния си живот
- Нъджа: даоистко божеств
- Сун Укун: Кралят маймуна
- Там Кун: морско божество, което може да предрича метереологичното време
- Тримата повелители и петимата императори

## Космология

### Показващи посока
- Четирите символи на китайското съзвездие
  - Лазурен дракон: изток
  - Черна костенурка: север
  - Бял тигър: запад
  - Яркочервена птица: юг

### Митични места
- Планината Буджоу: митична планина
- Ди Ю: ад
- Йоуду: столицата на Ди Ю
- Планината перо: място на изгнание по време на или непосредствено след световното наводнение
- Фусан: митичен остров, който се интерпретира като Япония
- Нефритената планина: митологична планина
- Планината Кунлун: митична планина, дом на различни божества, растения и животни
- Лонмън: драконова порта, където шаран може да се превърне в дракон
- Планината Пънлай: рай; легендарен, приказен остров в Китайско море
- Цюецяо: мост, образуван от птици хад целия Млечен път
- Сюенпу: приказна земя в планината Кунлун
- Яочъ: дом на безсмъртните, където Си Уан Му живее

### Понятия
- Небесни въжета
- Устоите на земята
- Небесна стълба

## Митични създания

### Абстрактни
- Джу: лоша поличба
- Четири демони
  - Хундун: хаос
  - Таотие: лакомия
  - Таоу: невежество; осигурява объркване и апатия и освобождава смъртните от това да бъдат любопитни, което не им позволява те да достигнат просветление
  - Циунци: непочтеност
- Джаю: създание от чист Ин, което поглъща злите човеци

### Птици
- Би Фан
- Жерав: свързва се с безсмъртието
- Фънхуан: китайска митологична птица, понякога превеждана като „феникс“
- Дзиен: митична птица, която има едно око и едно крило; двойка такива птици зависят един от друг и съответно представят съпруг и съпруга
- Дзигуан
- Дзинуей: митична птица, която се опитва да запълни океана с клонки и камъчета
- Дзиуфън: птица с девет глави, която плаши децата
- Пън: голяма митична птица
- Цин Няо: митична птица и пратеник на Си Уанму
- Трикрака врана (Сандзуу) – врана, която представя слънчевите птици простреляни от Хоуи
- Шанян: рейнбърд (?) / дъждовна птица
- Су Шуан: митична птица като жерава; също описвана като водна птица
- Цинобърна птица: символ на запада, понякога е бъркана с Фънхуан
- Джън Няо: отровна птица

### Дракони
- Чъ: дракон без рога или планински демон
- Дилон: земният дракон
- Цар дракон: цар на драконите
- Фуцанлон: дракон съкровище
- Дзяолон: дракон на наводненията и морето
- Шънлон: дъждовен дракон
- Тиенлон: небесният дракон
- Бяла змия
- Инлон: силен помощник на Хуанди
- Джулон: светещ червен небесен „дракон факла“ (само частично е дракон)

### Подобни на риби
- Пън: познат още като Кун; гигантска чудовищна риба – форма на птицата Пън

### Хуманоиди
- Куей: еднокрак планински демон или драконът, който изобретява музиката и танца; също е музикален майстор на Шун
- Дзяншъ: съживен труп
- Лице на вол и Лице на кон: дяволи в животинска форма; пазители на подземния свят
- Сяо: планински дух или демон
- Яогуай: демони

### Бозайници
- Ниен: живее на дъното на морето или в планините; атакува деца
- Лунма: крилат кон
- Лудуан: може да засича истината
- Сюнчжи: създание на правосъдието и справедливостта, което може да различи истината от лъжата; има голям, дълъг рог, който използва да гони лъжците

### Човекоподобни маймуни
- Китайска маймуна: гони злите духове, високо уважаван и обичан
- Сяо (митология): описва се като дългоръка маймуна или четирикрила птица

### Змии и влечуги
- Ао: голяма водна костенурка или костенурка
- Башъ: змия, която поглъща слонове
- Сянлиу: деветоглава змия чудовище